# Regionalbus Ostbayern
Die Regionalbus Ostbayern GmbH (RBO) ist ein Busunternehmen in Ostbayern mit Hauptsitz in Regensburg.

## Geschichte

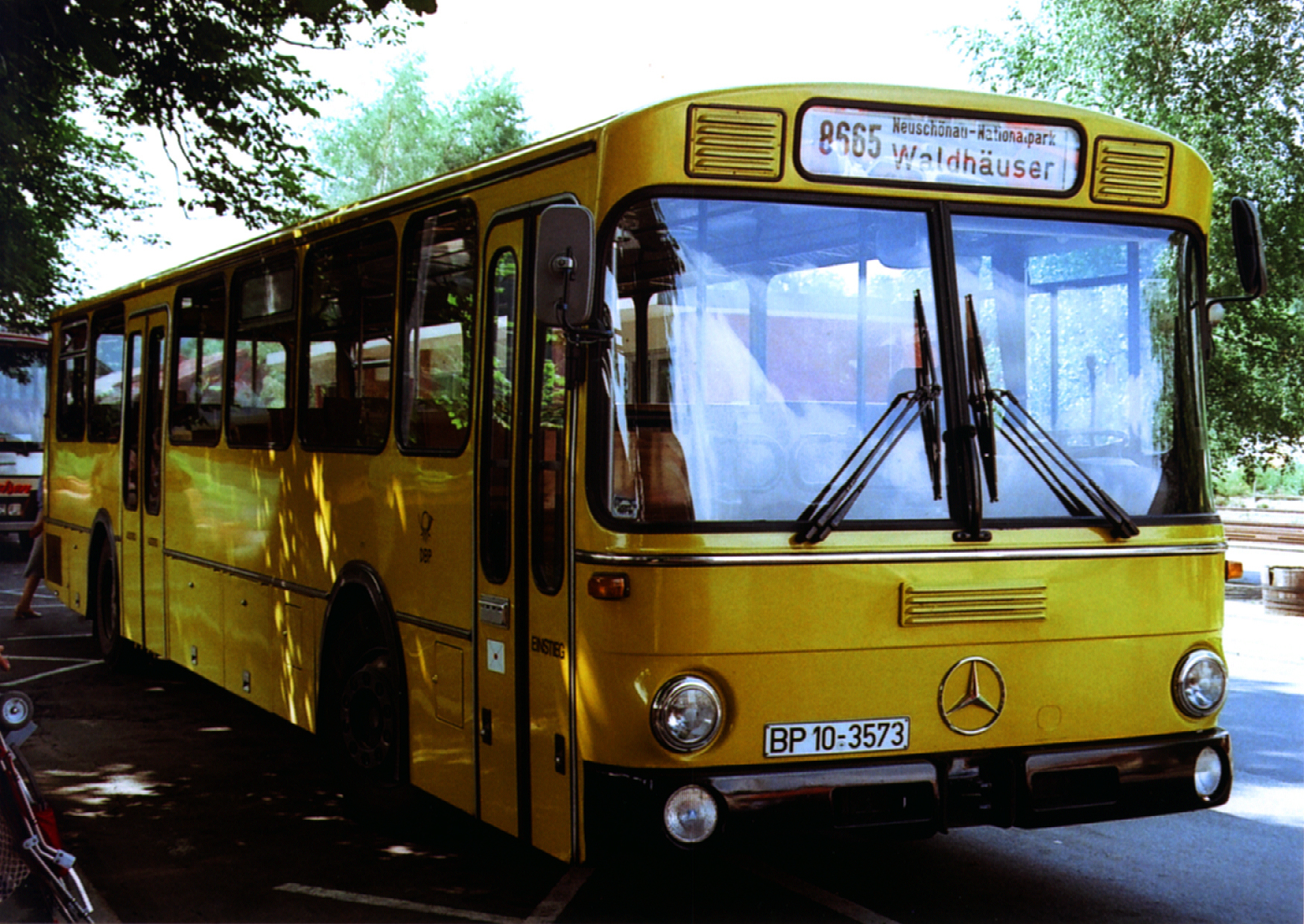
Postbus auf der Linie Grafenau – Waldhäuser, heute eine DB Ostbayernbus-Linie

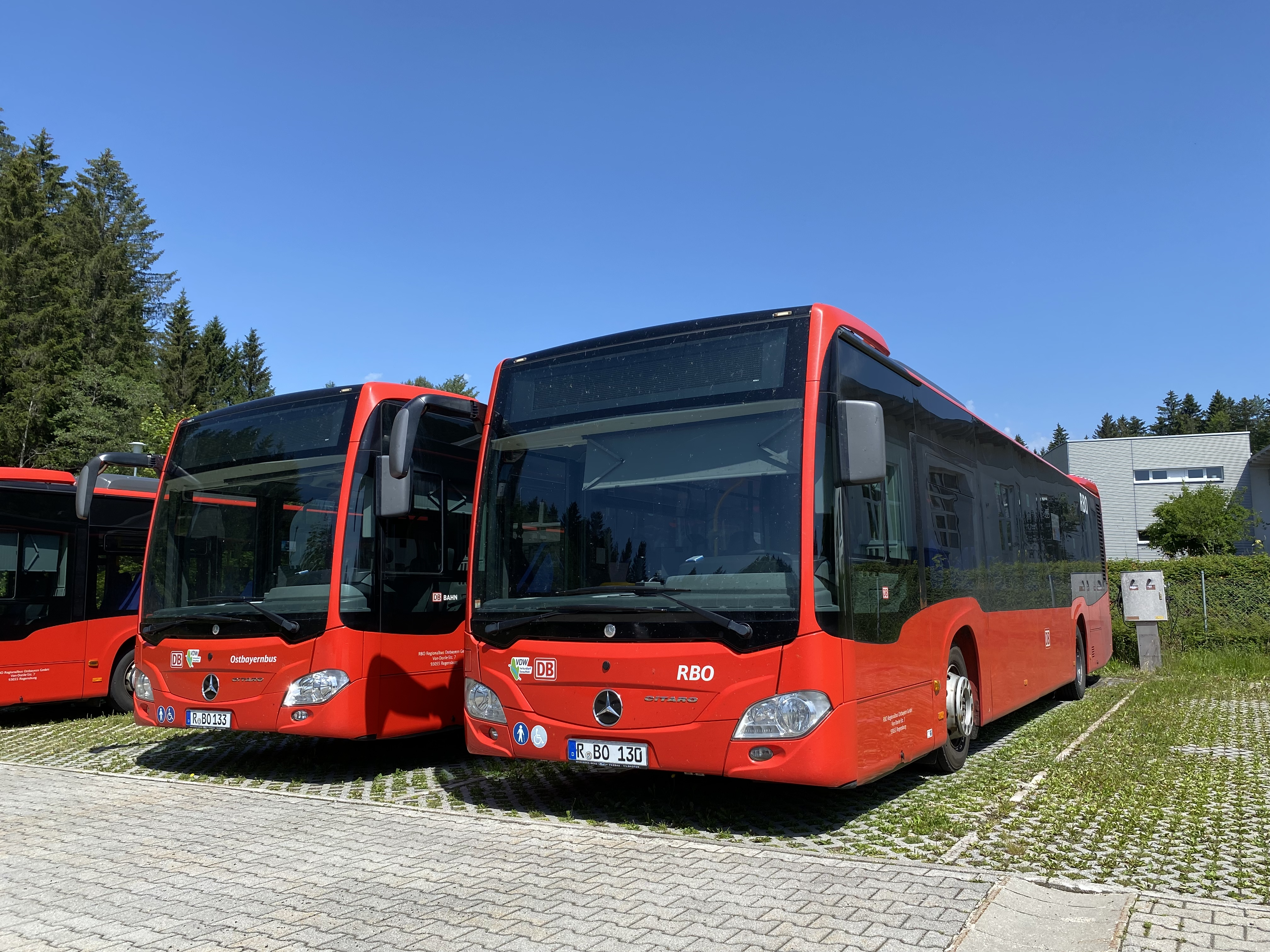
RBO-Busse am Standort Reismühle bei Grafenau (2022)

Drittes Logo (2009–2020)

Zweites Logo

Erstes Logo

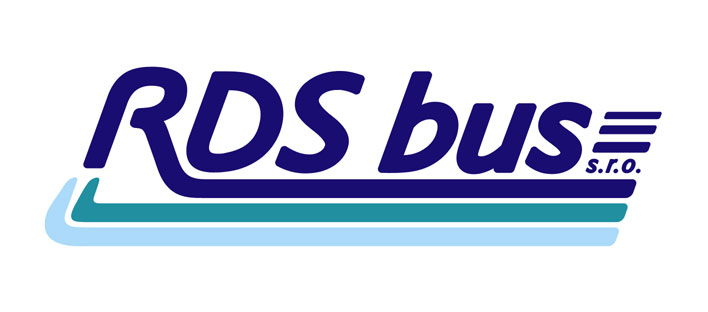
Logo des ehemaligen tschechischen Tochterunternehmens RDS

- Die Regionalbus Ostbayern GmbH entstand am 1. Oktober 1989 aus einem Zusammenschluss der Bahnbus- und Postbuslinien in den bayerischen Regierungsbezirken Niederbayern, Oberpfalz und dem östlichen Teil von Oberfranken sowie im Landkreis Mühldorf in Oberbayern.

- Mit den „Igelbus“ genannten Wanderbussen startete die RBO 1996 das erste Erdgas-betriebene Überlandbussystem in Deutschland.

- Insgesamt gründeten sich bis heute zehn Verkehrsgemeinschaften auf dem Bediengebiet der RBO: Verkehrsgemeinschaft Landkreis Kelheim (1996), Verkehrsgemeinschaft Rottal-Inn und Verkehrsgemeinschaft Amberg-Sulzbach (beide 1997), Nahverkehrsgemeinschaft Weiden-Neustadt an der Waldnaab (1999), Verkehrsgemeinschaft Landkreis Cham und Verkehrsgemeinschaft Landkreis Passau (beide 2000),  Verkehrsgemeinschaft Landkreis Deggendorf und Verkehrsgemeinschaft Straubinger Land (beide 2002), 2011 der Tarif Oberpfalz Nord und der Verbundtarif DonauWald (09/2021).

- Die Regionalbus Ostbayern GmbH hatte folgende Tochterunternehmen: RBP Regionalbusverkehr Passau Land GmbH (Beteiligung; ab 1997), Šumava Bus s.r.o. (ab 2004; 2008 in RDS bus umbenannt) und Regental Kraftverkehrs GmbH (ab 2004). Alle drei genannten Unternehmen existieren heute nicht mehr.

- Seit 2010 verfügt die RBO über ein Rechnergestütztes Betriebsleitsystem der Firma init.

- Von 2009 bis Sommer 2020 firmierte das Unternehmen als „DB Ostbayernbus“, seitdem wieder unter dem ursprünglichen Namen „Regionalbus Ostbayern“ mit dem Kürzel „RBO“.[1]

- Am 25. Oktober 2017 startete der erste autonom fahrende Linienverkehr Deutschlands im Verkehrsgebiet von der Regionalbus Ostbayern GmbH. Ein autonom fahrender Kleinbus in Bad Birnbach verbindet die Therme, später dann den Bahnhof mit dem Marktplatz (Linie 7015). Am 20. Dezember 2024 wurde jedoch die zumindest vorläufige Einstellung des Projekts zum 31. Dezember 2024 bekanntgegeben.[2][3]

## Struktur
- Hauptsitz in Regensburg
- Niederlassung Nord, Sitz & Außenstelle Weiden
  - Außenstelle Amberg
- Niederlassung Mitte, Sitz & Außenstelle Regensburg
  - Außenstelle Cham
  - Außenstelle Straubing
  - Außenstelle Landshut
  - Außenstelle Mühldorf
- Niederlassung Süd, Sitz & Außenstelle Passau
  - Außenstelle Deggendorf
  - Außenstelle Regen
  - Außenstelle Pfarrkirchen[4]

## Sonstiges
Die Regionalbus Ostbayern GmbH ist einhundertprozentiges Tochterunternehmen der DB Regio AG.
Der Corporate Identity von DB Regio für Regionalbusse folgend sind fast alle Busse verkehrsrot lackiert sowie mit dem „DB“-Logo und dem Markennamen Ostbayernbus versehen. Seit der erneuten Umbenennung zum alten Namen zurück werden sowohl die neu angemeldeten wie auch einige ältere Busse auch mit „RBO“, hinten und seitlich vereinzelt auch mit „Regionalbus Ostbayern“, statt des vorherigen Schriftzuges beklebt.
In verschiedenen Bereichen werden die Busse der Regionalbus Ostbayern GmbH auch mit einem lokalen Design gestaltet, so z. B. die Wagen 290, 291 sowie 293 im RVV-Design, aber auch 480, 485 und 486 mit Werbung der „Passau Regio Card“. Besonders fällt auch RBO-Wagen 114 als „Bad Birnbacher Badebus“ auf.

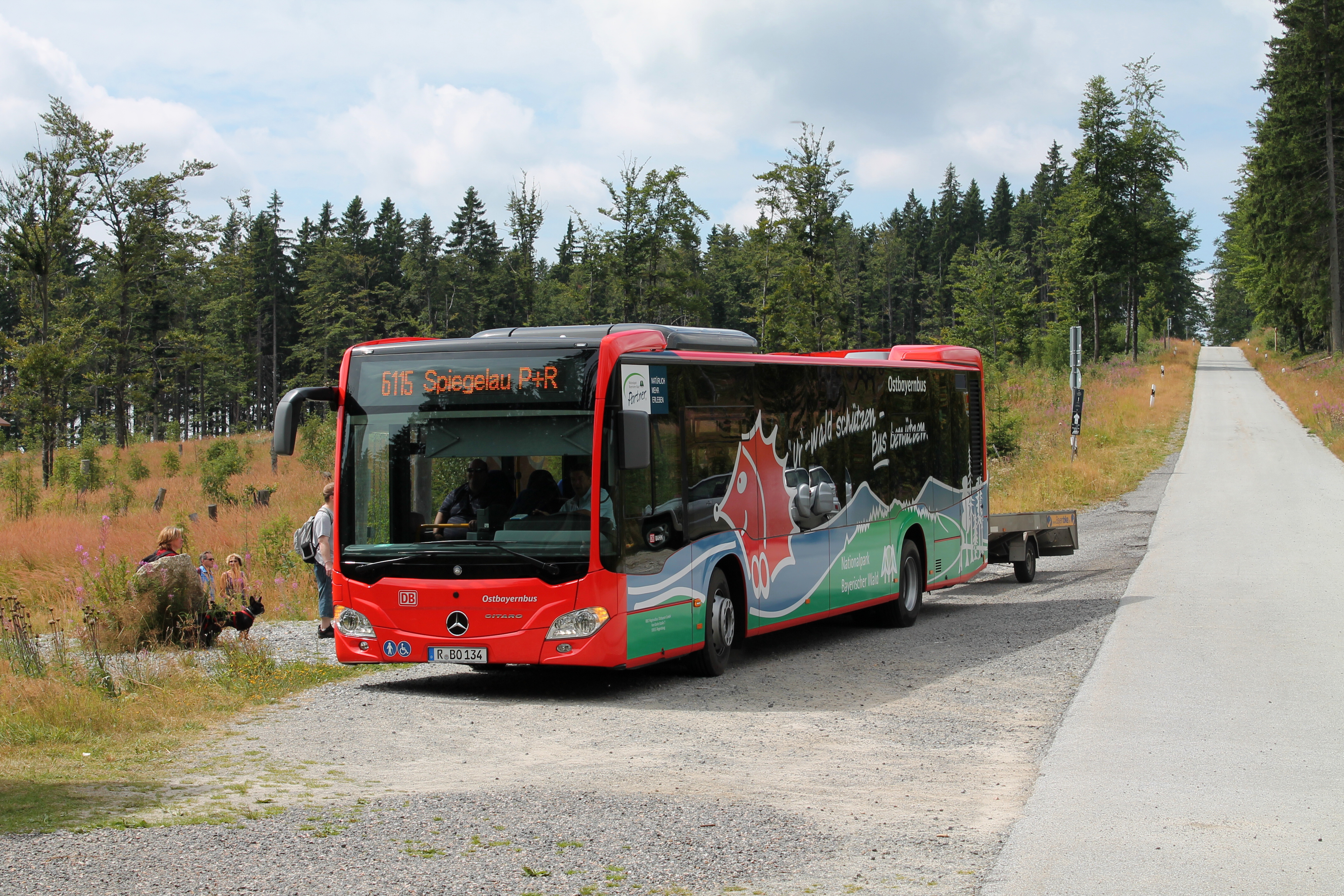
Igelbus von DB Ostbayernbus mit Fahrradanhänger
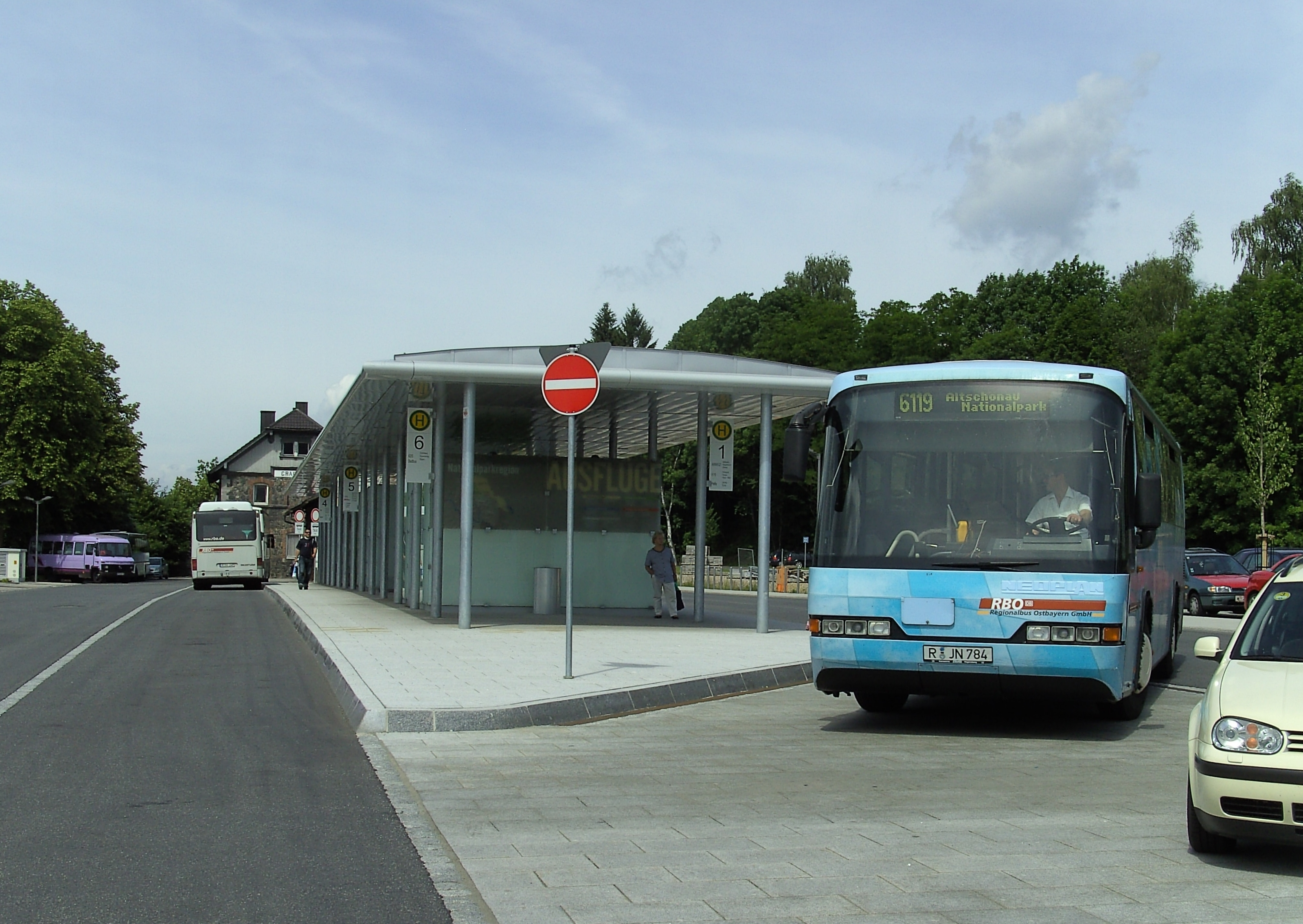
DB Ostbayernbus am Busbahnhof Grafenau – noch im RBO-Wolkendesign (2008)
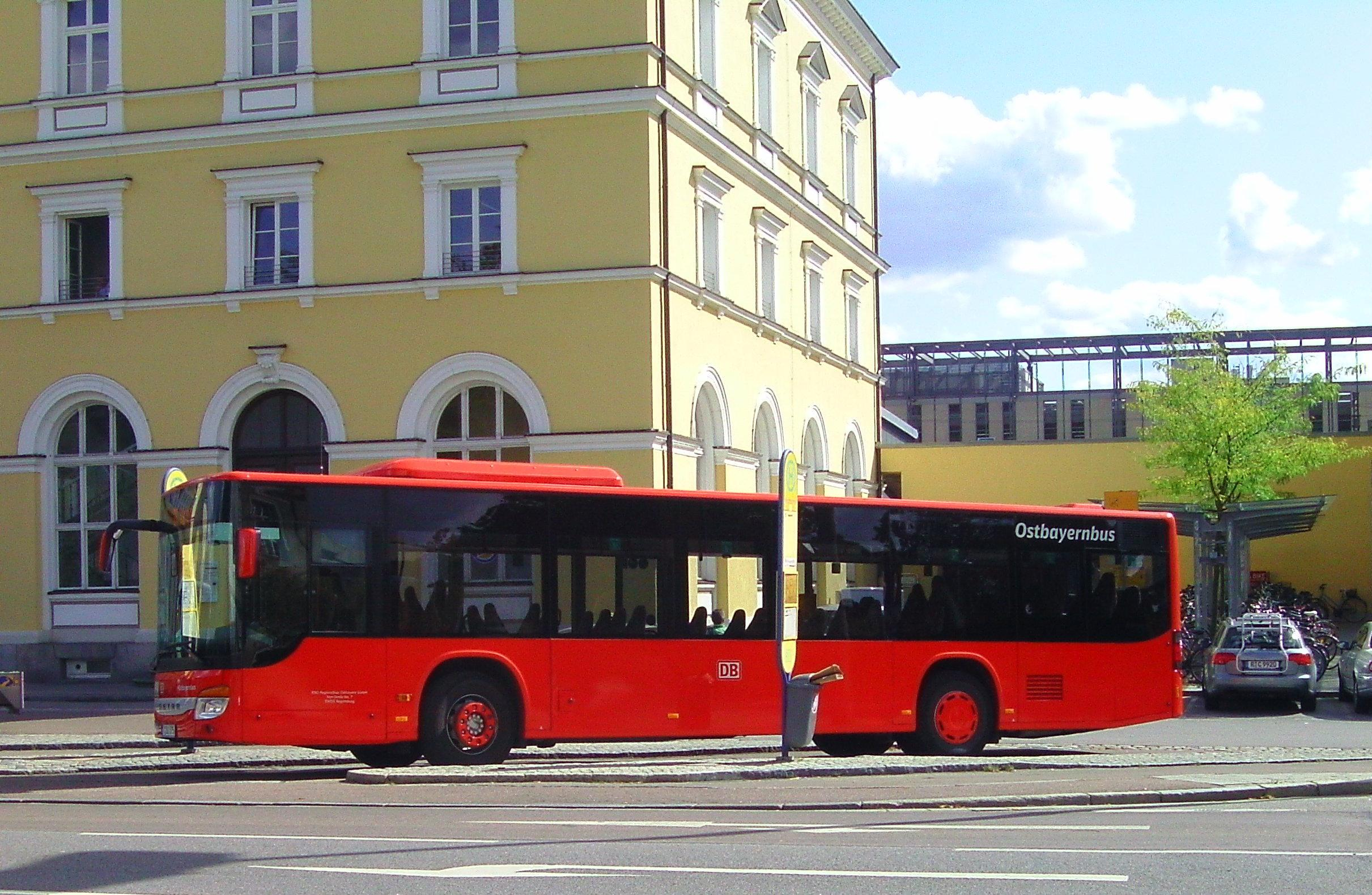
DB Ostbayernbus in Regensburg am Busbahnhof (2009)
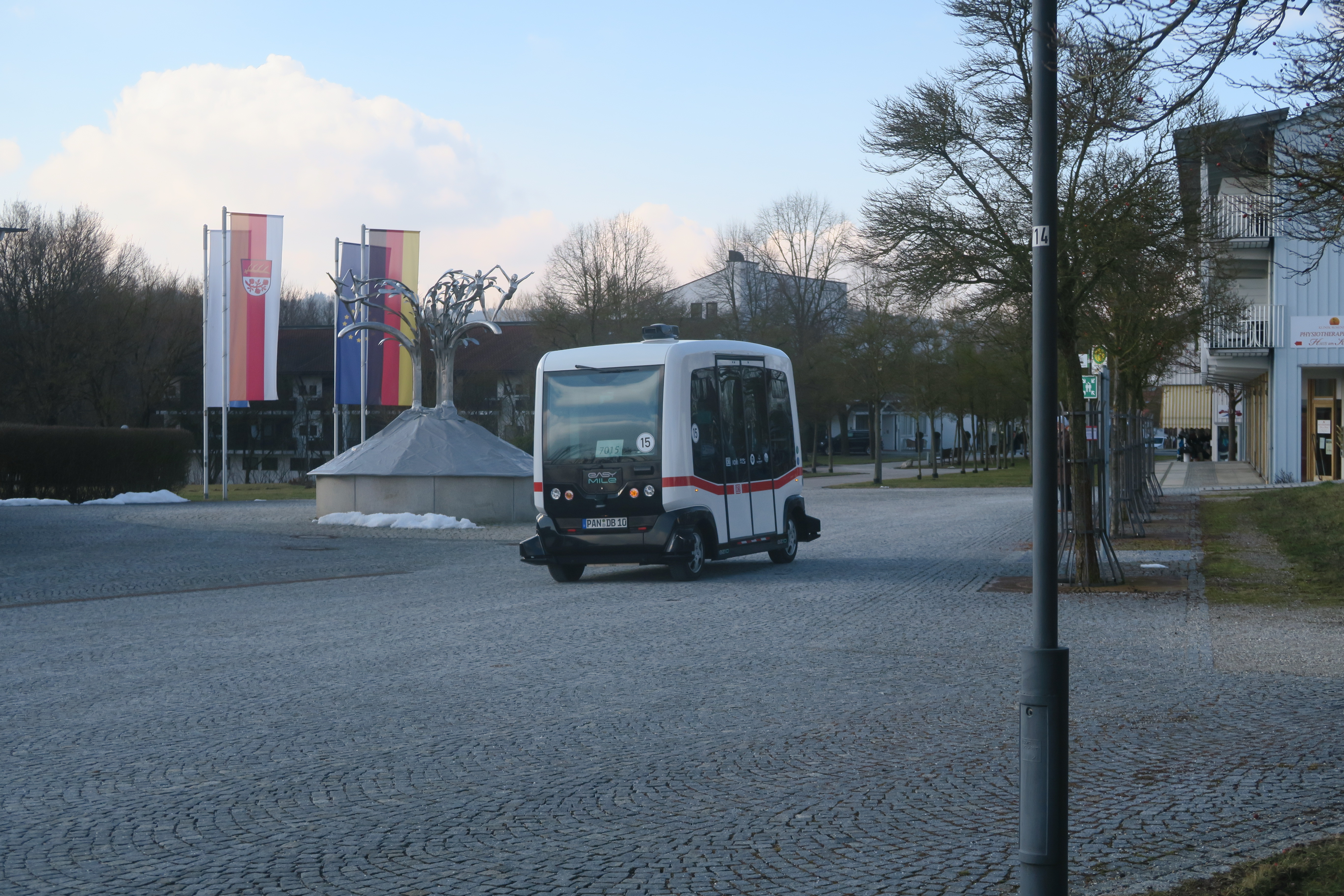
Autonomer Bus in Bad Birnbach (2018)
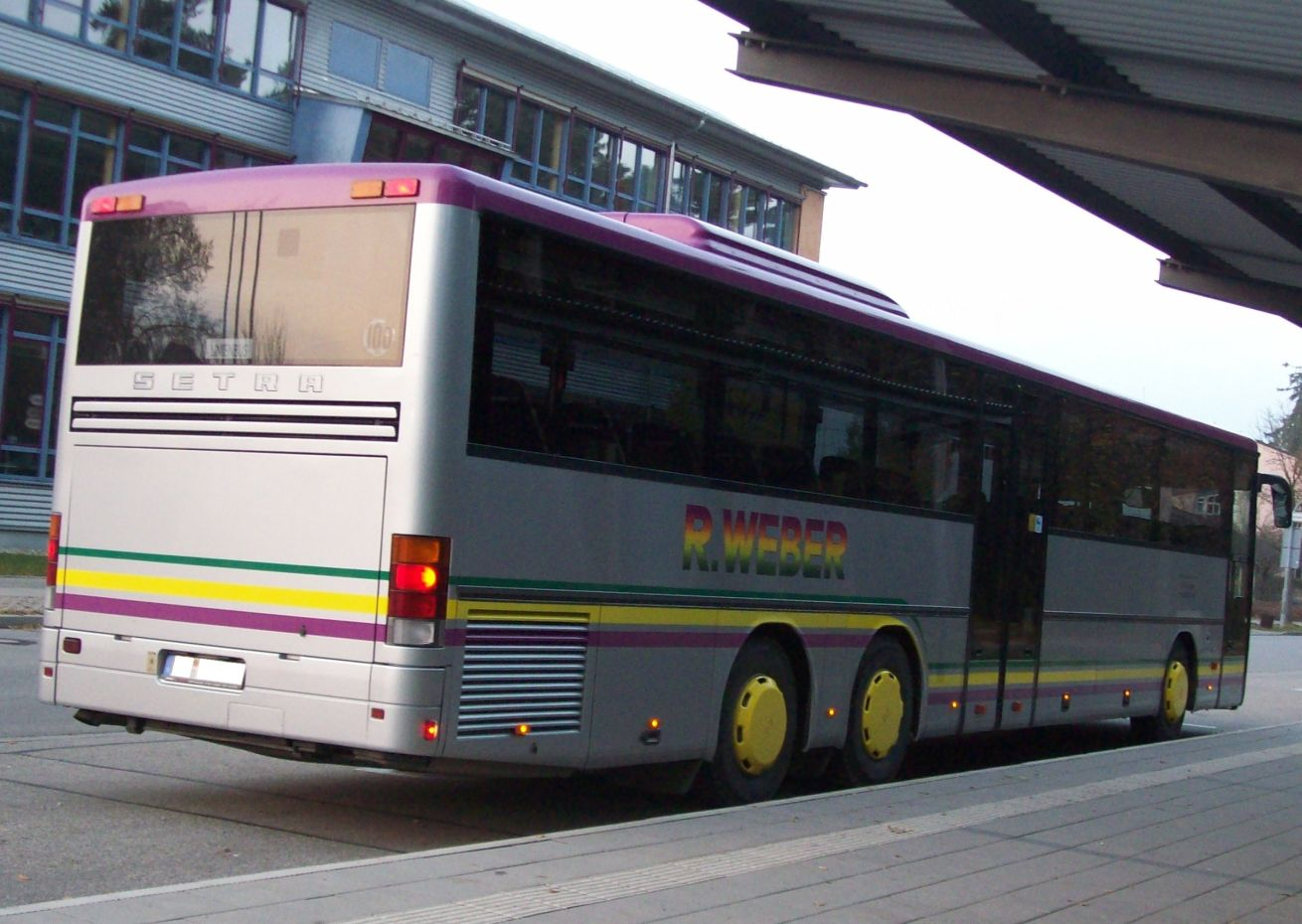
Auftragnehmer Firma Weber für DB Ostbayernbus auf Linie 7548 (Außenstelle Mühldorf)
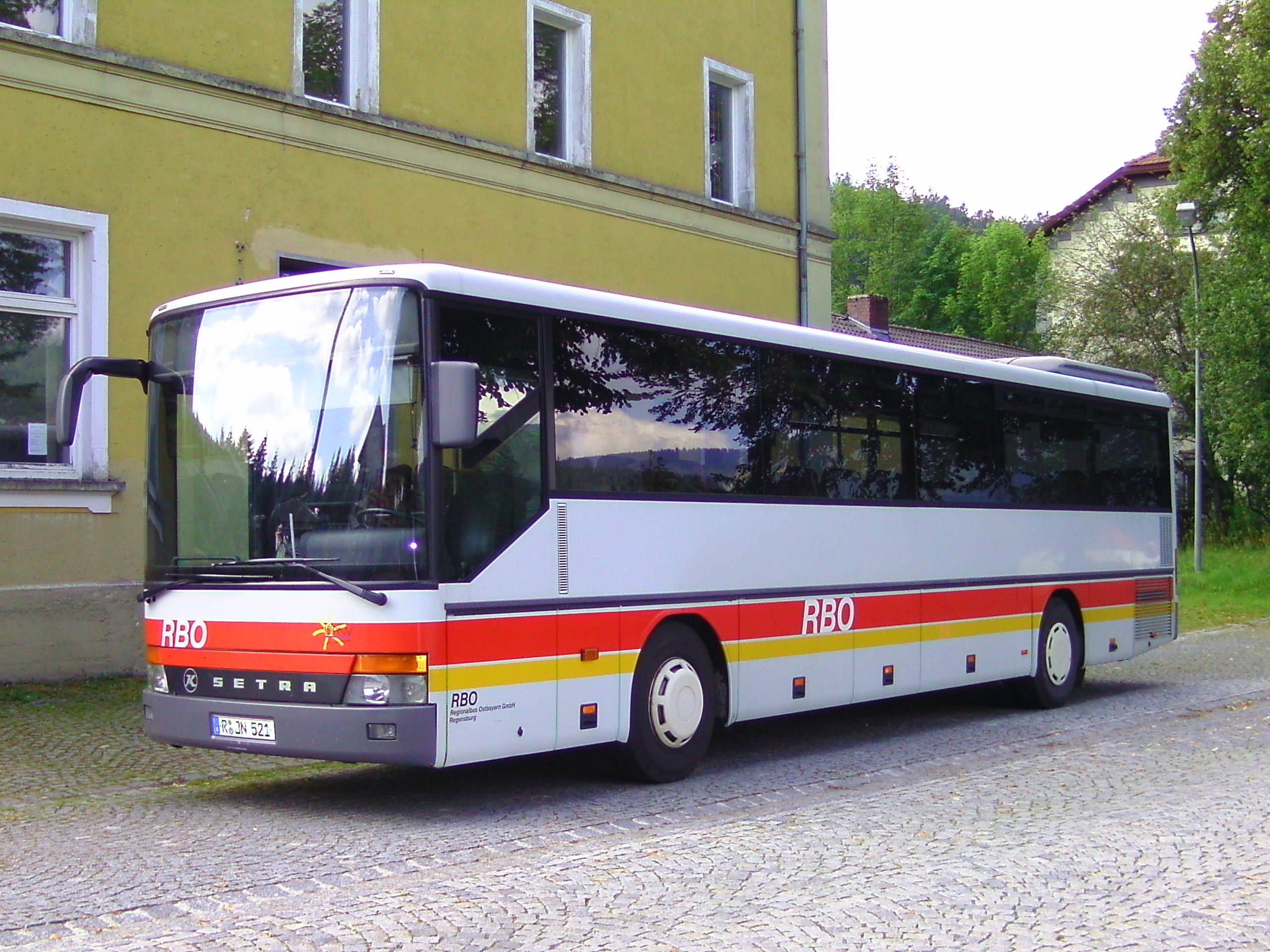
DB Ostbayernbus in altem RBO-Design in Bayerisch Eisenstein (2009)
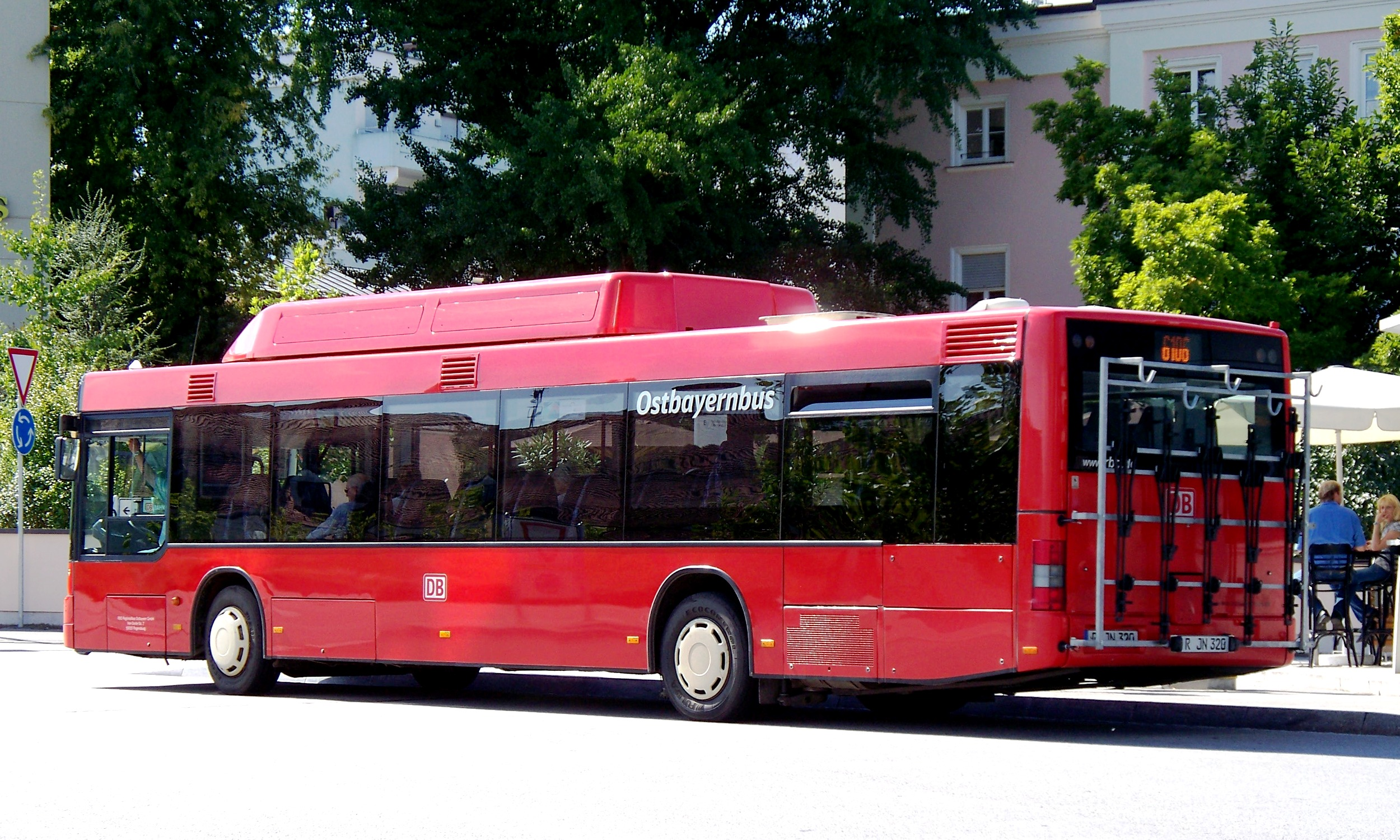
DB Ostbayernbus in verkehrsrotem Design in Passau
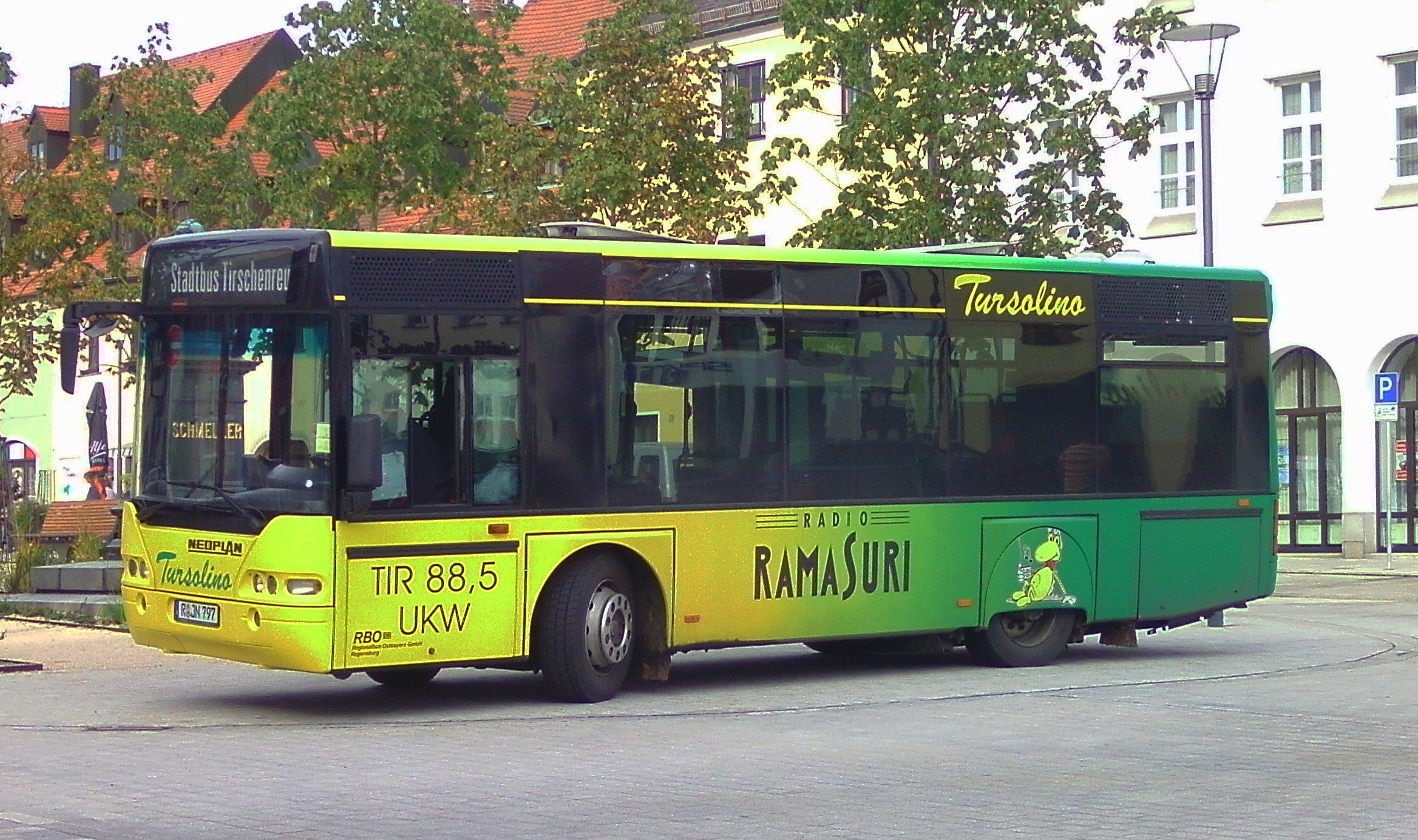
Stadtbus Tirschenreuth von DB Ostbayernbus (2015)
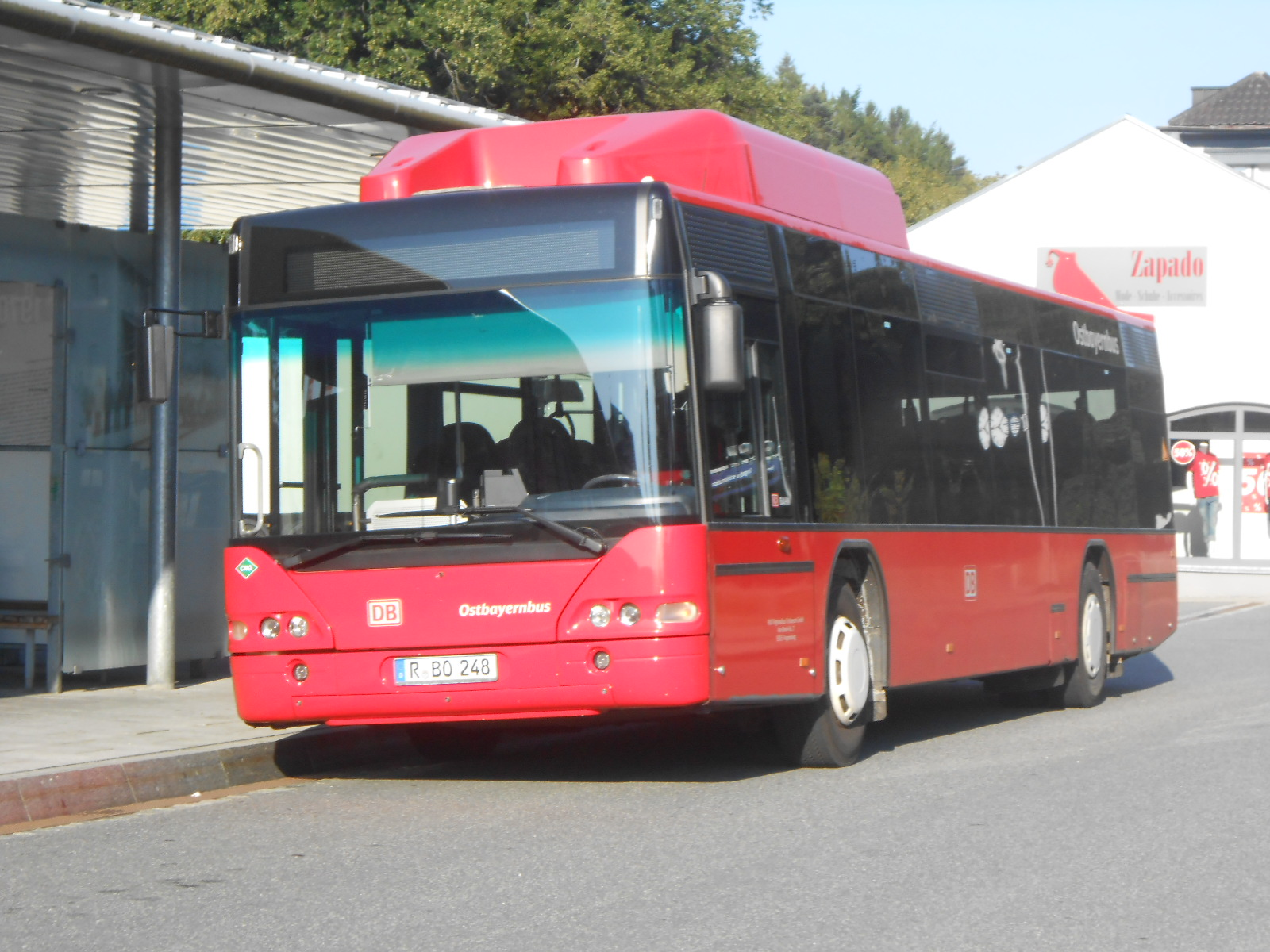
Neoplan N4416 Ü CNG am Grafenauer Busbahnhof, Juli 2014